# رقاص چرخان

اگر پایی که بر روی زمین است پای چپ فرض شود، رقاص ساعتگرد می‌چرخد (دید از بالا)؛ و اگر پای راست فرض شود، پادساعتگرد می‌چرخد.

این برش‌نگاری با گسیل پوزیترون یک زن نتیجه‌ای مشابه را در هنگام چرخش نشان می‌دهد.

رقاص چرخان یا خطای سیلوئت (به انگلیسی: Spinning Dancer یا silhouette illusion) یک خطای دید متحرک است که در آن زنی بر روی یک پا می‌چرخد (حرکت Pirouette در رقص باله). این خطای دید که اولین بار در سال ۲۰۰۳ توسط طراح وب، نوبویوکی کایاهارا طراحی شد، در اثر جهتِ ظاهریِ حرکتِ شکل به وجود می‌آید. در نگاه اول برخی رقاص را در حال چرخش در جهت ساعتگرد می‌بینند (دید از بالا) و برخی در جهت پادساعتگرد.
این خطای دید به دلیل فقدان اطلاعات بصری از عمق ناشی می‌شود. مثلاً هنگامی که دستان رقاص از سمت چپ بیننده به سمت راست حرکت می‌کنند، ممکن است تصور شود که دستان رقاص از فضای بین رقاص و بیننده عبور می‌کنند (یعنی از جلوی تصویر که در این صورت رقاص در جهت پادساعتگرد و بر روی پای راست می‌چرخد) و همچنین ممکن است تصور شود که دستان رقاص از پشت بدنش عبور می‌کنند (یعنی از پشت تصویر که در این صورت رقاص در جهت ساعتگرد و بر روی پای چپ می‌چرخد).
هنگامی که رقاص رو به چپ یا راست ایستاده‌است، پستان‌ها و موهای دم‌اسبی‌اش جهتی را که رو به آن ایستاده‌است، به‌وضوح مشخص می‌کنند ولی نمی‌توان پای چپ یا راستش را از یکدیگر تشخیص داد. با این وجود، همان‌طور که رقاص از وضعیت ابتدایی‌اش منحرف می‌شود، می‌توان تصور کرد که رقاص رو به هر یک از دو راستای متفاوت قرار گرفته‌است (از دید دو بینندهٔ متفاوت و نه یک شخص خاص). در ابتدا، این دو راستا نسبتاً به هم نزدیک‌اند (مثلاً هر دو به سمت چپ ولی یکی اندکی رو به جلو و دیگری اندکی رو به عقب) اما به مرور زمان از یکدیگر فاصله می‌گیرند تا در نهایت به موقعیتی می‌رسیم که موهای دم اسبی و پستان‌های رقاص در یک امتداد با بیننده قرار می‌گیرند (در نتیجه نه پستان‌ها و نه موهای دم اسبی رقاص را نمی‌توان به آسانی دید). در این موقعیت، رقاص هم می‌تواند رو به بیننده قرار گرفته باشد و هم پشت به بیننده؛ در نتیجه، دو موقعیتی که دو بینندهٔ متفاوت می‌توانند ببینند، ۱۸۰ درجه نسبت به هم زاویه دارند.